# 石牛溪
石牛溪，是位於台灣中部雲林縣的一條河流，為北港溪水系二級支流，河長25.75公里，流域面積55.40平方公里，發源於古坑鄉古坑聚落東南方約8公里處。
石牛溪水系最遠源流為金瓜溪，向西北轉北流，滙集二溪、頭溪兩支流後再轉西北流，於大埔聚落西南方滙集石牛溪本流後轉向北流，過石頭公園後轉西北流。再經國道3號橋下、溪洲聚落後流入斗六市。該溪在下柴裡納南側支流暗港大排後，經東西向快速道路橋下、廖廍子聚落、瓦厝子聚落後成為斗六市與斗南鎮界河，經新厝子聚落後轉西流入斗南鎮境內。該溪流至新聚落轉西南流，納左岸大支流崙子溪後轉西北流，繞經斗南市區北側後，經大東、小東之間流入虎尾鎮，隨後於平和橋西南方不遠處注入虎尾溪。
溪名為「石牛溪」的本流則發源於古坑鄉古坑村東南部山區，向西北轉北流，於大埔聚落西南邊與水系最遠源流的下游松柏坑溪滙流。

## 歷史
石牛溪原本獨流入海。在清乾隆、嘉慶年間的幾次水患裡，北方的濁水溪洪水往南漫流，堵住其中下游河道，而且「併入」了原本在南方的北港溪水系，從而成為其支流。

## 主要支流
以下由河口至源頭列出水系主要河川，其中粗體字為主流河道：
- 石牛溪：雲林縣虎尾鎮、斗南鎮、斗六市、古坑鄉
  - 崙子溪：雲林縣斗南鎮、古坑鄉
    - 崁頂溪：雲林縣古坑鄉

  - 板橋大排：雲林縣斗南鎮、斗六市
  - 暗港大排：雲林縣斗六市、古坑鄉
  - 松柏坑溪：雲林縣古坑鄉
    - 頭溪：雲林縣古坑鄉
    - 二溪：雲林縣古坑鄉
    - 金瓜溪：雲林縣古坑鄉